# Corallocarpus
Corallocarpus là một chi thực vật có hoa trong họ Cucurbitaceae.

## Loài
Chi Corallocarpus gồm các loài: